# Jens-Hermann Stuke
Jens-Hermann Stuke est un entomologiste allemand né en 1967 œuvrant à l'Université de Brême. Spécialisé dans la famille des Conopidae, il est une référence mondiale dans ce domaine.

## Biographie
Depuis 1988, ses recherches ont pour objet les diptères et portent sur la taxonomie, la morphologie, la faunistique et l'écologie de ces insectes. Depuis 1995, il a publié plus de 200 études principalement à propos des Conopidae et Syrphidae de toutes les biorégions, décrivant plus de 80 nouveaux taxons,.
Stuke est l'un des contributeurs contemporains de l'une des plus grandes collections entomologiques située au Musée d'outre-mer (de) de Brême. Initiée par Adam Heinrich Norwich au début du XIXe siècle, elle comprend plus de 4 000 espèces d'insectes (essentiellement hyménoptères, coléoptères et lépidoptères) incluant plus de 1 000 types et provenant de toutes les écozones.
En 2017, il publie une révision complète de la famille Conopidae, s'inscrivant ainsi dans une vaste entreprise, mise en œuvre par les Éditions Brill, de cataloguer les insectes du monde entier.

## Publications
- (en) Jens-Hermann Stuke, Conopidae (Diptera) World Catalogue of Insects, Volume : 15, Leiden/Boston (Mass.), Brill, janvier 2017, 354 p. (ISBN 978-90-04-27183-8, DOI 10.1163/9789004271845)
- (de) Liste exhaustive des publications et espèces décrites de J.H. Stuke sur son site internet personnel : conopidae.com